# Joeri Moechin
Joeri Valerjevitsj Moechin (Russisch: Юрий Валерьевич Мухин) (Zelenogorsk (Sint-Petersburg), 14 augustus 1971) is een Russisch zwemmer.

## Biografie
Moechin won namens het Gezamenlijk team tijdens de Olympische Zomerspelen van 1992 de gouden medaille op de 4×200 meter vrije slag. Moechin kwam alleen in actie in de series

## Internationale toernooien
| Jaar | Olympische Spelen                                | WK langebaan                                                            | EK Langebaan                                               | WK Kortebaan                             |
| ---- | ------------------------------------------------ | ----------------------------------------------------------------------- | ---------------------------------------------------------- | ---------------------------------------- |
| 1992 | 4x200m vrije slag · Moechin zwom enkel de series |                                                                         |                                                            |                                          |
| 1993 |                                                  |                                                                         | 4x200m vrije slag                                          | 4x100m vrije slag · 4e 4x200m vrije slag |
| 1994 |                                                  | 4e 4x100m vrije slag · 4x200m vrije slag · Moechin zwom enkel de series |                                                            |                                          |
| 1995 |                                                  |                                                                         | 8e 50m vrije slag · 4e 200m vrije slag · 4x100m vrije slag |                                          |